# Cratere Guthnick
Guthnick è un cratere lunare, intitolato all'astronomo tedesco Paul Guthnick situato nel lato nascosto della Luna. Può tuttavia essere osservato durante i periodi di librazione favorevole. Questo cratere si trova nella porzione meridionale dell'enorme regione ricoperta di materiale espulso (ejecta) che circonda il Mare Orientale. A meno di un diametro di distanza a nordovest è presente il cratere Rydberg e a sud-sudovest il cratere Andersson.
Il bordo esterno è ben definito e non ha subito erosioni significative. A nordest è presente una piccola protuberanza. La piccola superficie interna si trova al centro di un anello di materiali che sono precipitati dalle pareti interne e non presenta impatti degni di nota.